# ولادیسلاو کریششین
ولادیسلاو کریششین (اوکراینی: Владислав Васильович Крищишин؛ ۱۹ نوامبر ۱۹۴۶ – ۸ آوریل ۲۰۰۱ (aged 54)) ورزشکار وزنه‌برداری اهل اوکراین بود.
وی در مسابقات کشوری و بین‌المللی در مجموع برندهٔ ۳ مدال طلا شده‌است.